# Гуго Арнольд
Гуго Арнольд (нім. Hugo Arnold; 25 січня 1878, Арнштадт — 26 січня 1962, Арнштадт) — німецький офіцер, генерал-майор люфтваффе.

## Біографія
16 жовтня 1895 року вступив в 1-й тюринзький польовий артилерійський полк  № 19. Учасник Першої світової війни, служив в 5-му і 6-му гвардійському польовому артилерійському полку. Після демобілізації армії залишений в рейхсвері. 30 листопада 1929 року звільнений у відставку.
1 жовтня 1933 року повернувся в армію як офіцер служби комплектування і був призначений в штаб 6-го автомобільного дивізіону (з 1 жовтня 1934 року — автомобільний дивізіон «Вольфенбюттель»). 1 квітня 1935 року переведений в люфтваффе і призначений в 1-й дивізіон 7-го зенітного полку. 1 жовтня 1936 року переведений в штаб 4-го зенітного полку. З 26 серпня 1939 року — командир зенітного полігону West Deep. 1 лютого 1940 року зарахований на дійсну службу. 31 грудня 1943 року звільнений у відставку.

## Нагороди
- Столітня медаль (22 березня 1897)
- Залізний хрест 2-го і 1-го класу
- Загальний почесний знак (Пруссія) в сріблі
- Почесний хрест (Шварцбург) 4-го класу з мечами
- Нагрудний знак «За поранення» в чорному
- Медаль «За вислугу років» (Пруссія) 1-го класу (15 років)
- Пам'ятний знак пілота (Пруссія)
- Почесний хрест ветерана війни з мечами
- Медаль «За вислугу років у Вермахті» 4-го, 3-го, 2-го, 1-го і особливого класу (40 років)
- Нагрудний знак зенітної артилерії люфтваффе
- Медаль «За Атлантичний вал»